# Impero Connect
Impero Connectは、Windows、Mac、Linux、Android、Toshiba 4690などに対応しているリモートコントロールソフトで、クロスプラットフォームで利用可能なソフトウェア。
Imperoが2021年にNetop社を買収したことにより、バージョン12.9より製品の名称が『Netop Remote Control』から『Impero Connect』に変更された。

## その他
IANAによって割り当てられたTCP/UDPポート番号のうち、ポート1970の TCP/UDPは、Netop Remote Controlの通信用に公式に予約されている。